# Joop Niezen
Jacobus Josephus (Joop) Niezen (Den Haag, 18 september 1935 – 13 augustus 2025) was een Nederlands voetballer, sportjournalist en   radiopresentator. Hij werd vooral bekend door zijn hoofdredacteurschap van Voetbal International en zijn werk als verslaggever voor het programma Langs de Lijn.

## Voetbalcarrière
In zijn sportieve carrière was hij doelman van onder meer de Haagse clubs Quick (waar hij op 16-jarige leeftijd in het eerste elftal debuteerde) en ADO. Bij Quick was hij een concurrent van zijn oudere broer Dolf Niezen, die daarvoor voor ADO uitkwam. Tijdens zijn Quick-tijd werd hij geselecteerd voor het Nederlands jeugdelftal (16-18 jaar) maar hij kwam niet tot een interland. Na zijn tweejarige diensttijd, ten tijde van de Suez-crisis in 1956, speelde hij vier seizoenen bij AGOVV uit Apeldoorn en twee jaar bij de Delftse club DHC. Tijdens de wedstrijd Elinkwijk-DHC op 24 november 1963 brak hij zijn rechterbeen. Daardoor moest hij zowel zijn actieve carrière als zijn studie aan de Academie voor Lichamelijke Opvoeding beëindigen. Hij zat een jaar in het liggips. Bij elkaar was Niezen tien jaar semiprof.

## Sportjournalist
Nadat zijn actieve sportcarrière was afgelopen, benaderde hij Herman Kuiphof met de vraag of hij bijdrages kon schrijven voor de sportkroniek van de KNVB. Daarna werkte hij vanaf 1964 enige tijd als sportredacteur in vaste dienst voor de VARA-radio, waar hij met steun van zijn leermeester Wim Hoogendoorn onder andere verslaggever werd van radioprogramma Marathon (in eerste instantie een samenwerking tussen VARA en KRO, waar later ook de AVRO aan meedeed, de voorloper van het latere Langs de Lijn.
Rond 1966 voerde hij een journalistieke discussie met de toenmalige eminente voetbalkenner, ingenieur Ad van Emmenes. Niezen en van Emmenes verschilden van inzicht over de moderne voetbaltraining, met name die van keepers. In deze discussie werd Niezen bijgevallen door de toenmalige bondscoach Georg Kessler. Deze discussie bleek gunstig voor zijn verdere carrière.

### Voetbal International
Hij trad in 1966 als redacteur in dienst bij Voetbal International (VI), waar hij 18 jaar zou blijven werken. In 1969 werd hij er hoofdredacteur. In die tijd was hij een van de gezichtsbepalende Nederlandse sportjournalisten. Hij werkte bij VI met de fotografen Piet van der Klooster en Robert Collette. Hij trok diverse later bekend geworden sportjournalisten aan. Daaronder waren Cees van Cuilenborg, Johan Derksen en Bert Nederlof. Onder Niezens leiding steeg de verkochte oplage van VI gestaag van 45.000 in 1969 naar 184.000 exemplaren per week bij afscheid in 1984. Hij droeg toen het hoofdredacteurschap over aan zijn adjunct Cees van Cuilenborg. Zijn artikelenreeks voorafgaand, tijdens en na afloop van het WK voetbal in Argentinië beschouwt Niezen als zijn journalistieke hoogtepunt

### Sport International
In september 1984 besloot Niezen zich geheel te wijden aan het maandblad Sport International, een zustertitel van VI bij  uitgeverij de Weekbladpers. Dit blad was niet zozeer commercieel, maar meer journalistiek gericht. De Weekbladpers noemde het blad destijds 'haar sportjournalistieke visitekaartje'

## Radio- en televisiewerk

### Documentaire
In 1969 schreef hij het scenario van de bekroonde documentaire over de legendarische Nederlandse doelman Jan van Beveren, De Laatste Man. Hij concipieerde deze film samen met cineast Jan Schaper en cameraman Robert Collette.

### Langs de Lijn
Niezen werkte tot 1976 in nauwe VI/NOS-samenwerking met eindredacteur Rob van der Gaast voor het radioprogramma Langs de Lijn. Samen met Chris van Leeuwen versloeg hij in 1974 de finale van het WK voetbal Nederland - West-Duitsland op de Nederlandse radio. Daarvoor had hij ook alle andere wedstrijden van Oranje verslagen. In 1990 kwam hij terug bij Langs de Lijn als presentator, maar een jaar later stopte hij daarmee omdat hij het niet kon combineren met zijn andere werk.

### Mini-voetbalshow
In de jaren zeventig gaf hij samen met Barend Barendse commentaar bij de wedstrijden van de Mini-voetbalshow.

### RTV West
Na zijn pensionering heeft Niezen twee jaar meegewerkt aan programma’s van RTV West, waar hij columns en wedstrijdanalyses van wedstrijden van ADO Den Haag verzorgde. Ook schreef hij met enige regelmaat achtergrondverhalen voor het blad ‘Nummer 14’ en schreef hij columns op de NSP-site.

## Bestuursfuncties bij Nederlandse Sport Pers
Niezen was drie jaar voorzitter van de Nederlandse Sport Pers (NSP). Ook was hij tien jaar secretaris van de Stichting NSP-Service. In deze functie introduceerde hij de NSP-kaart, het landelijk toegangsbewijs voor professionele sportjournalisten  bij alle nationale sportwedstrijden.

## Introductie van het woord Bobo
Volgens eigen zeggen zou hij de termen "bondsbons" en "bobo" halverwege de jaren zeventig in een column in de Voetbal International hebben gebruikt. Deze woorden kregen later algemene bekendheid toen Ruud Gullit ze tijdens het Europees Kampioenschap 1988 op de Nederlandse televisie gebruikte.

## Clubstatistieken
| Seizoen | Club   | Land      | Competitie       | Competitie | Competitie | Beker | Beker | Internationaal | Internationaal | Overig | Overig | Totaal | Totaal |
| Seizoen | Club   | Land      | Competitie       | Wed.       | Dlp.       | Wed.  | Dlp.  | Wed.           | Dlp.           | Wed.   | Dlp.   | Wed.   | Dlp.   |
| ------- | ------ | --------- | ---------------- | ---------- | ---------- | ----- | ----- | -------------- | -------------- | ------ | ------ | ------ | ------ |
| 1954/55 | ADO    | Nederland | Eerste klasse B  | 1          | 0          | –     | –     | –              | –              | –      | –      | 1      | 0      |
| 1955/56 | ADO    | Nederland | Hoofdklasse A    | 1          | 0          | –     | –     | –              | –              | –      | –      | 1      | 0      |
| 1956/57 | AGOVV  | Nederland | Eerste divisie B | 30         | 0          | 2     | 0     | –              | –              | –      | –      | 32     | 0      |
| 1957/58 | AGOVV  | Nederland | Eerste divisie A | 29         | 0          | 6     | 0     | –              | –              | –      | –      | 35     | 0      |
| 1958/59 | AGOVV  | Nederland | Eerste divisie A | 30         | 0          | 1     | 0     | –              | –              | –      | –      | 31     | 0      |
| 1959/60 | ADO    | Nederland | Eredivisie       | 9          | 0          | –     | –     | –              | –              | –      | –      | 9      | 0      |
| 1960/61 | ADO    | Nederland | Eredivisie       | 0          | 0          | 0     | 0     | –              | –              | –      | –      | 0      | 0      |
| 1961/62 | AGOVV  | Nederland | Eerste divisie A | 24         | 0          | 0     | 0     | –              | –              | –      | –      | 24     | 0      |
| 1962/63 | DHC    | Nederland | Eerste divisie A | 10         | 0          | 0     | 0     | –              | –              | –      | –      | 10     | 0      |
| 1963/64 | DHC    | Nederland | Eerste divisie   | 2          | 0          | 2     | 0     | –              | –              | –      | –      | 4      | 0      |
| Totaal  | Totaal | Totaal    | Totaal           | 136        | 0          | 11    | 0     | 0              | 0              | 0      | 0      | 147    | 0      |

## Werk
- "Dat zeg je niet (meer)", Uitgeverij: De Buitenspelers, ISBN 9789071359194

## Voetnoten
1. ↑  Joop Niezen, voormalig hoofdredacteur van VI, overleden. vi.nl. PXR (14 augudtus 2025). Geraadpleegd op 14 augustus 2025. “Joop Niezen, voormalig hoofdredacteur van Voetbal International, is woensdag op 89-jarige leeftijd overleden.”
2. ↑  Niezen, het zijn unieke beelden van Van Beveren in www.elfvoetbal.nl
3. ↑  Joop Niezen niet meer langs de lijn, Het vrĳe volk,  17-01-1991, op Delpher

## Externe bron
- Interview van Tineke de Nooij met Joop Niezen 14 juni 2011